# Villar del Arzobispo
Villar del Arzobispo es un municipio español perteneciente a la provincia de Valencia, en la Comunidad Valenciana. Se encuentra dentro de la comarca de La Serranía, a 52 km de la capital provincial. Cuenta con una población de 3775 habitantes (INE 2024). Se trata de un municipio hispanohablante, en el que el español cuenta con el predominio lingüístico reconocido legalmente.

## Geografía
Situado en la cuenca izquierda del río Turia en una planicie, poblada de cepas de vid, que se va elevando hasta la falda de la cercana montaña.
Por el extremo septentrional penetran algunas ramificaciones de la sierra de Andilla, perteneciente al Sistema Ibérico, y con sus pliegues orientados hacia el sureste. Destacan sobre el piedemonte los cerros de Castellar, San Roque, Cruz, Gordo y Cabras, todos ellos coronados por materiales calizos. El principal accidente hidrográfico es la rambla del Villar, conocida también como de Higueruelas o de la Aceña, que viene del término de Andilla y se una a la rambla Castellana en término de Casinos para desaguar más tarde en el río Turia. Tributaria de la rambla del Villar es la de las Misquitillas y los barrancos de los Arenales y del L'Antigón.
Su clima es mediterráneo seco.
Se accede a esta localidad, desde Valencia, a través de la CV-35 (Nueva Autovía Ademuz) Salida Villar del Arzobispo.

### Localidades limítrofes
El término municipal de Villar del Arzobispo limita con las siguientes localidades:
Andilla, Liria, Casinos, Chulilla, Losa del Obispo, Domeño e Higueruelas todas ellas en la provincia de Valencia.

## Historia

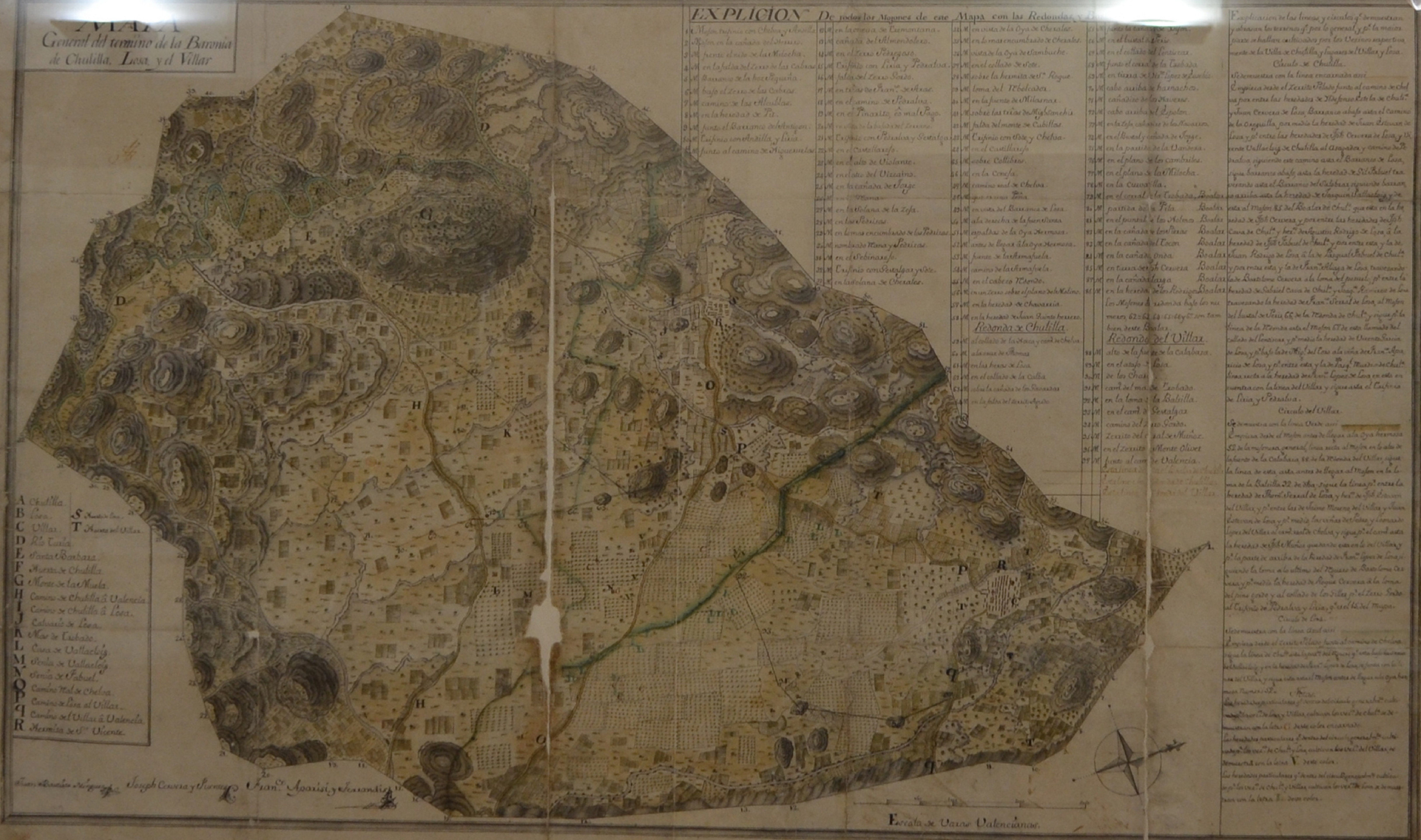
Mapa de 1770 de los términos de Chulilla, Villar del Arzobispo y Losa del Obispo.

Los restos más antiguos conocidos pertenecen a la Edad del Bronce y se hallan en los poblados de la cultura del Bronce Valenciano existentes en el Puntal de Cambra, estribaciones del Cerro de las Cabras, en el pequeño cerro del Singlo del Arco que, por debajo de establecimientos más modernos, muestra sílex, molinos de mano barquiformes y cerámica tosca, hecha a mano, y en el Castillarejo, donde igualmente se recogen fragmentos de vasos de esta época. Poblados ibéricos, del siglo IV a. C. o posteriores, se encuentran en el Castellar, en la Loma Imperial, en Montolivet, en la Torre, en el Castillarejo y en el Alto de la Balsilla.
Aunque en su término se han encontrado algunos restos romanos, que muestran un antiguo poblamiento de la zona, el origen de la población hay que encontrarlo la pequeña alquería, situada junto a la torre de Benaduf, de época musulmana, que hace que también se la conozca como Villar de Benaduf. Fue conquistada en 1236. En 1300 pasó a manos del arzobispado de Valencia, que, en 1324, la donó para ser repoblada por cristianos a fuero de Valencia. En 1795 le fue concedido el título de villa real. En este año tenía 2250 habitantes.
En 1381 el obispo de Valencia ordenó la construcción, al lado de la iglesia, de una residencia de verano para sí y sus sucesores, ya que, de todos los territorios de la mitra valenciana, Villar de Benaduf era el que mejores condiciones climáticas reunía. Se propuso el palacio arzobispal a Carlos I para la recuperación de su enfermedad porque era el lugar "más sano de España" (Bernardo Espinalt, Atlante Español, tomo VIII, Imprenta Real, Madrid, 1784).
El 7 de mayo de 1795 el rey Carlos IV le concede el apellido "del Arzobispo" sustituyendo al "de Benaduf", al tiempo que le otorga el título de villa real.
Terminada la Guerra Civil, el pueblo albergó un campo de concentración franquista con más de 600 prisioneros.
Municipio de lengua castellana, ésta contiene numerosos valencianismos, y constituye en realidad una lengua de transición que ha sido objeto de detallados estudios.

## Demografía
Villar del Arzobispo cuenta con una población de 3775 habitantes (INE 2024).
| Gráfica de evolución demográfica de Villar del Arzobispo entre 1842 y 2021                                          |
| |
| Población de derecho según los censos de población del INE Población de hecho según los censos de población del INE |

Su población ha experimentado un constante crecimiento alcanzando su máximo nivel demográfico en el año 1960, en el que contaba con 3973 habitantes; a lo largo del resto del siglo XX experimentó un retroceso progresivo. Durante la segunda mitad de la década del 2000 hubo un repunte demográfico notable a causa de la inmigración, aunque en los últimos años vuelve a encontrarse en un ligero retroceso.

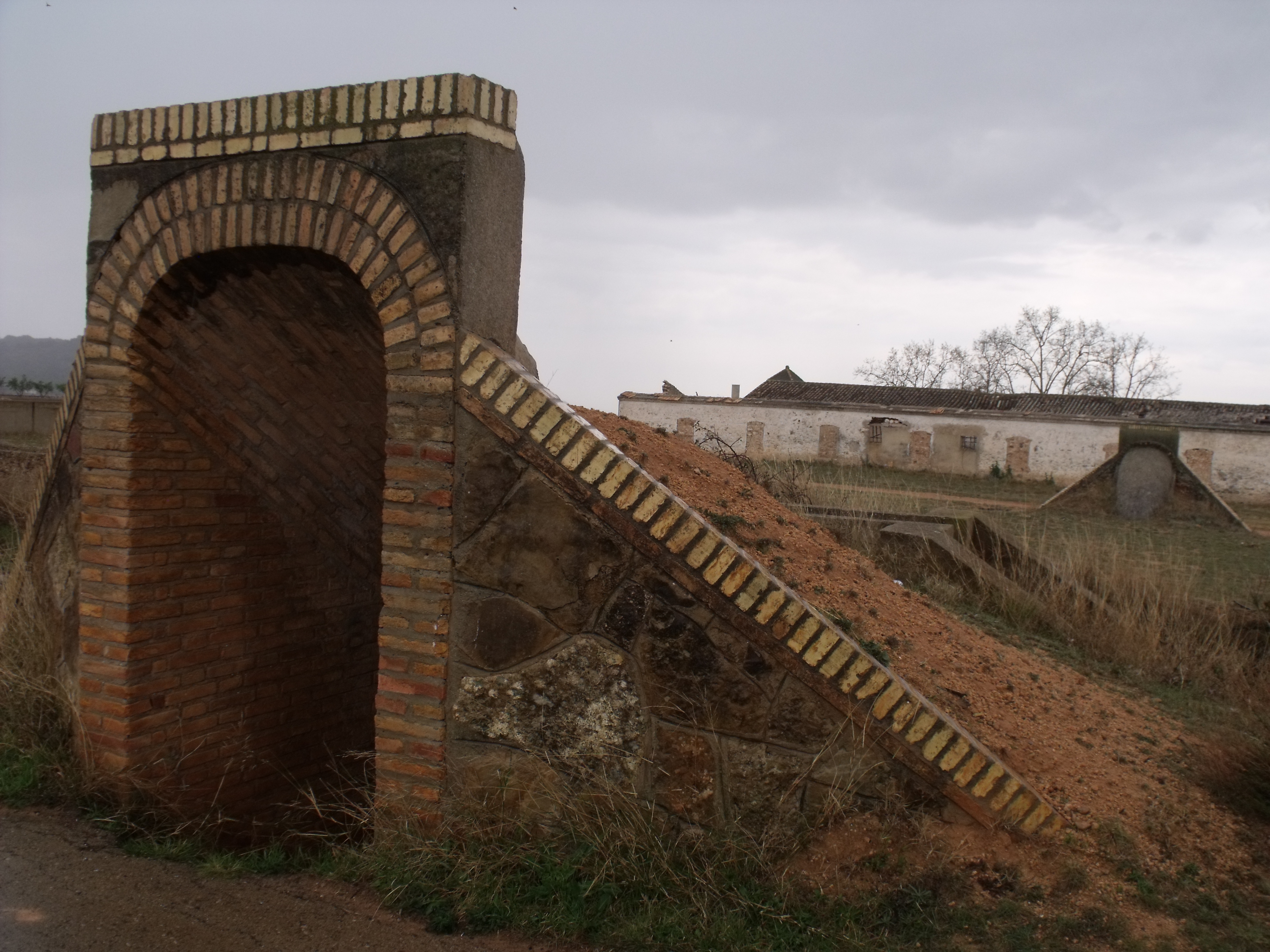
Durante la Guerra Civil de 1936, Villar albergó el aeródromo de Villar de la Libertad.

Los datos de esta tabla se han extraído de la Cifra Oficial de Población (COP) del Instituto Nacional de Estadística.

## Economía
Esencialmente agrícola. Entre los cultivos predominan los viñedos, cereales, olivos, y extensiones menores a frutales, almendros, algarrobos, higueras y legumbres. El vino, clarete y blanco, elaborado por la Bodega Cooperativa, es la principal fuente de ingresos de los agricultores y goza de buen prestigio en el mercado valenciano. La riqueza ganadera, muy importante en épocas pasadas cuenta hoy con cabezas de ganado lanar, porcino y aves en granjas. Su industria es bastante escasa y se limita a la elaboración de productos agrícolas (vino, aceite, harina) y a la explotación de las minas de caolín, creta y arcilla que existen en el término.

## Administración y política
| Periodo   | Nombre                                                                         | Partido           |
| --------- | ------------------------------------------------------------------------------ | ----------------- |
| 1995-1999 | Luis Aparicio (1995-1997) Bernardo Mínguez (1997-1999)                         | PP EUPV           |
| 1999-2003 | Miguel Adrián                                                                  | PP                |
| 2003-2007 | Julio Burgos Veintimilla (2003-2004) José Luis Valero (2004-2007)              | PSPV-PSOE EUPV    |
| 2007-2011 | José Luis Valero (2007-2009) Eduardo Gómez Martínez (2009-2011)                | EUPV PSPV-PSOE    |
| 2011-2015 | Carmen Porter Jarrín                                                           | PP                |
| 2015-2019 | José Vidal Balaguer Aparicio (2015-2016) Vicente Portolés Peñalver (2016-2019) | Villar Puede EUPV |
| 2019-2023 | Mª Ángeles Beaus Crespo (2019-2022) Vicente Portolés Peñalver (2016-2019)      | PSPV-PSOE EUPV    |
| 2023-act. | Mª Ángeles Beaus Crespo                                                        | PSPV-PSOE         |

## Patrimonio

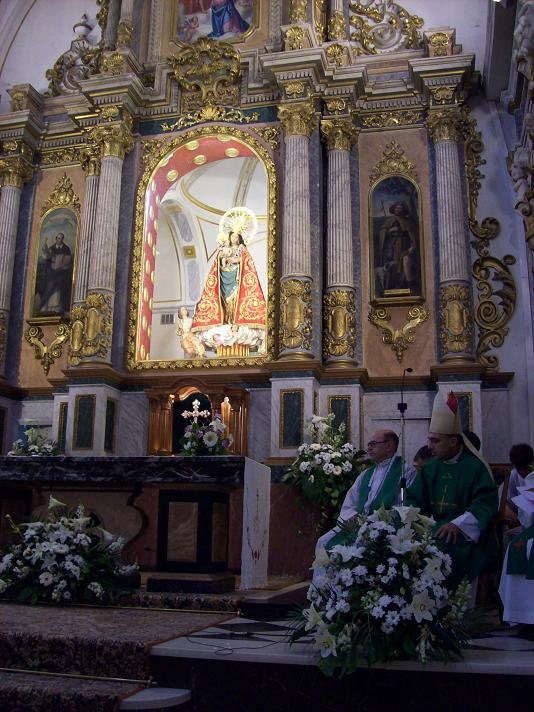
Altar principal de la iglesia parroquial dedicado a la Virgen de la Paz

### Religioso
- Iglesia parroquial de Nuestra Señora de la Paz. Data del siglo XVI, de estilo renacentista con elementos góticos de su primitiva construcción. Su fachada luce los medallones de los diferentes arzobispos de Valencia, y en ella destacan su puerta claveteada y una talla de la Virgen de la Paz en piedra arenisca. En la torre, de planta cuadrada, se aprecian cuatro gárgolas de arenisca de traza gótica y la espadaña del reloj añadida en 1906.
- Palacio Arzobispal. Justo al lado, está ubicado el Palacio Arzobispal, de estilo gótico renacentista y construido durante los siglos XIV-XVII. Fue residencia de verano de los arzobispos de Valencia hasta la desamortización de Mendizábal. Actualmente solo se conserva la parte noble. Destaca su escalinata, en cuya pared se hallan incrustadas las lápidas del cementerio romano que se hallaron en lo que hoy es la plaza de la iglesia. También en su puerta de acceso se puede admirar el escudo tallado en piedra negra de Alcublas con las armas de la casa de los Austria.
- Ermita de San Vicente. Cuenta la leyenda que San Vicente, predicando en El Villar atendió a la solicitud de los villarenses (villarencos) de que hubiese agua en la población. El santo preguntó si querían río o fuente, a lo cual contestaron fuente y entonces manó una fuente. Cerca de ésta se construyó una ermita en honor al santo, durante los siglos XV-XVII d estilo gótico tardío con posteriores añadidos.

### Civil
Destaca el gran número de yacimientos arqueológicos, investigados por el maestro e historiador D. Vicente Llatas Burgos, con restos romanos e ibéricos localizados en El Castillorojo, El Collado y la Hoya.
En cuanto a la parte monumental, cuenta con algunas casas antiguas que conservan las rejas y las cerámicas del XVIII, con que ornamentadas.

## Fiestas locales
- Fiestas Patronales en honor de la Virgen de la Paz; tienen lugar el 24 de enero.
- Cordá de Villar del Arzobispo, que tiene lugar el 23 de enero víspera de la Virgen de la Paz.
- Carnaval de Villar del Arzobispo, del 12 al 15 de febrero de 2026.
- Semana Santa, con distintas procesiones que recorren el casco antiguo de la población y actos multitudinarios.
- San Vicente Ferrer, primer lunes después de Pascua. En estas fechas hay costumbre de salir al campo a comer la mona (dulce con formas de animales, huevos duros y anises, típico de las tierras valencianas), y pasar la tarde con distintos juegos tradicionales al aire libre.
- San Roque, que se celebra el 16 de agosto.

## Gastronomía
Villar posee una rica gastronomía que se puede consultar en la Gastronomía villarenca. Destaca:
- Olla churra: hecha con alubias, patatas, acelgas, pencas, bachoqueta, nabos, manita de cerdo, huesos de corbet, cordero, morro de cerdo, tocino fresco, morcillas de cebolla y de pan (fritas), cebolla, pimentón, aceite, agua, azafrán y sal. En este vídeo se muestra cómo cocinar la olla churra.
- Arroz con berzas: hecho con berzas, alubias, bajoca, tomate, patata, arroz, pimentón, agua, sal y azafrán.
- Sopa de ajo: hecha con ajo, pan, huevo, aceite, agua, azafrán y sal.
- Patatas con bacalao: hechas con bacalao, patatas, huevos, tomate, ajo, piñones, almendras, laurel, azafrán, sal y aceite.
- Migas o gachas: hechas con pan seco o sobao, panceta salada o longaniza seca, ajo y aceite.

Entre los dulces, Villar es conocido por:
- Rosas de huevo: hechas con huevos, cáscaras de cazalla, harina, azúcar glas y aceite.
- Higas albardás: hechas con higos secos, levadura de horno prensada, agua, café, harina, aceite y sal.
- Congretes: hechos con cazalla, aceite y harina.
- Llescas: hechas con pan, huevo, leche y aceite.
- Panquemao: hecho con huevo, harina, agua o leche, limón rallado, agua de azahar, aceite y azúcar.

También son destacables:
- Torticas de tajá: hechas con masa de pan y lonchas de tocino.
- Albóndigas de bacalao: hechas con bacalao, patatas, huevos, piñones, perejil, nuez moscada, ajo (optativo) y aceite.

Se producen exquisitos vinos en las Bodegas El Villar que gozan de la denominación de origen Valencia, premiados en certámenes internacionales y un excelente aceite, además de frutos de secano y una exquisita miel.

## Deportes
En Villar del Arzobispo se practican numerosos deportes al aire libre:
- Parapente
- Atlético Villar Club de Fútbol
- Club de Atletismo de Villar
- Circuito Serranía BTT
- Entrena Diferente
- Club de Montaña Trail "Cerro Castelar"
- Club de Balonmano Villar

## Rutas Turísticas

### Ruta Monumental
La Ruta Monumental es una ruta urbana a pie visitando los principales Monumentos históricos de Villar del Arzobispo: la iglesia arciprestal, el palacio prelacial, el hospital asilo Nuestra Señora de la Paz, la casa museo los Cinteros, las escuelas municipales y la ermita San Vicente.

### Ruta La Huella del Hombre
La Huella del Hombre es una completa ruta cultural que te acerca a la historia de Villar del Arzobispo. Se trata de un recorrido circular de poco más de 20 kilómetros, marcada con señales blancas y naranjas, que transcurre por los caminos agrícolas. Son muchos los elementos de interés que aparecen a lo largo de la ruta, entre los que destacan el yacimiento íbero de la Seña, y el refugio antiaéreo. Al tratarse de un recorrido de cierta distancia y con pocas sombras a lo largo de él es recomendable no hacerlo en verano. Tampoco existen puntos para recargar las botellas. El track recorre íntegramente el sendero "La Huella del Hombre", a excepción del tramo que se desvía hacia la encina centenaria. También es recomendable seguir el track por la falta de indicaciones en algunos cruces y bifurcaciones clave, especialmente hacia el final del recorrido.

### Poblado Ibérico de La Seña
El Poblado Ibérico de La Seña es una aldea íbera, rodeada por un recinto, que se ubica en el llano al pie de los campos de labor y junto a un curso de agua, lo que nos habla de la dedicación agropecuaria de sus habitantes. Cuenta con dos niveles de ocupación superpuestos. El primer asentamiento de los siglos VI-V a. C. fue totalmente reorganizado con un urbanismo de amplias calles con manzanas de casas con patio. Este segundo poblado estuvo habitado hasta principios del siglo II a. C., momento en el que fue incendiado y abandonado en el contexto de la conquista romana de la península ibérica. La Seña formó parte del territorio político y económico de la ciudad de Edeta (Tossal de Sant Miquel, Liria).